# Врадіївська селищна територіальна громада
Врадіївська селищна територіальна громада — територіальна громада в Україні, у Первомайському районі Миколаївської області, з адміністративним центром у селищі Врадіївка.

## Загальна інформація
Площа території — 801,4 км², населення громади — 16 836 осіб, з них: міське населення — 8 214 осіб, сільське — 8 622 особи (2020).

## Населені пункти
До складу громади увійшли селище Врадіївка та села Адамівка, Біляєве, Бобрик, Богемка, Болгарка, Великовеселе, Веселий Лан, Доброжанівка, Захарівка, Зимницьке, Іванівка, Йосипівка, Капітанка, Ковалівка, Кумарі, Левицьке, Лучківка, Макієве, Мала Врадіївка, Мар'янівка, Михайлівка, Нововасилівка, Новогригорівка, Новомиколаївське, Новомихайлівське, Новоолексіївка, Новопавлівка, Острогірське, Покровське, Сирове, Тарасівка, Федорівка, Филимонівка, Чайківка, Шевченко, Юріївка.

## Історія
Створена у 2020 році, відповідно до розпорядження Кабінету Міністрів України № 719-р від 12 червня 2020 року «Про визначення адміністративних центрів та затвердження територій територіальних громад Миколаївської області», шляхом об'єднання територій та населених пунктів Врадіївської селищної та Адамівської, Великовеселівської, Доброжанівської, Іванівської, Краснопільської, Кумарівської, Нововасилівської, Новомихайлівської, Новопавлівської, Покровської, Сирівської сільських рад Врадіївського району Миколаївської області.